# Thaumastopeus ceylonicus
Thaumastopeus ceylonicus är en skalbaggsart som beskrevs av Neervoort Van De Poll 1891. Thaumastopeus ceylonicus ingår i släktet Thaumastopeus och familjen Cetoniidae. Inga underarter finns listade i Catalogue of Life.